# Kœtzingue
 Kœtzingue (en alsacià Ketzige) és un municipi francès, situat a la regió del Gran Est, al departament de l'Alt Rin. L'any 2006 tenia 590 habitants.

## Demografia
| 1962 | 1968 | 1975 | 1982 | 1990 | 1999 |
| ---- | ---- | ---- | ---- | ---- | ---- |
| 243  | 251  | 295  | 388  | 422  | 491  |

## Administració
| Període   | Identitat     | Partit |
| --------- | ------------- | ------ |
| 2001-2008 | Pierre Rey    |        |
| 2008-     | Gérard Arbeit |        |